# Königlich Württembergische Gewehrfabrik

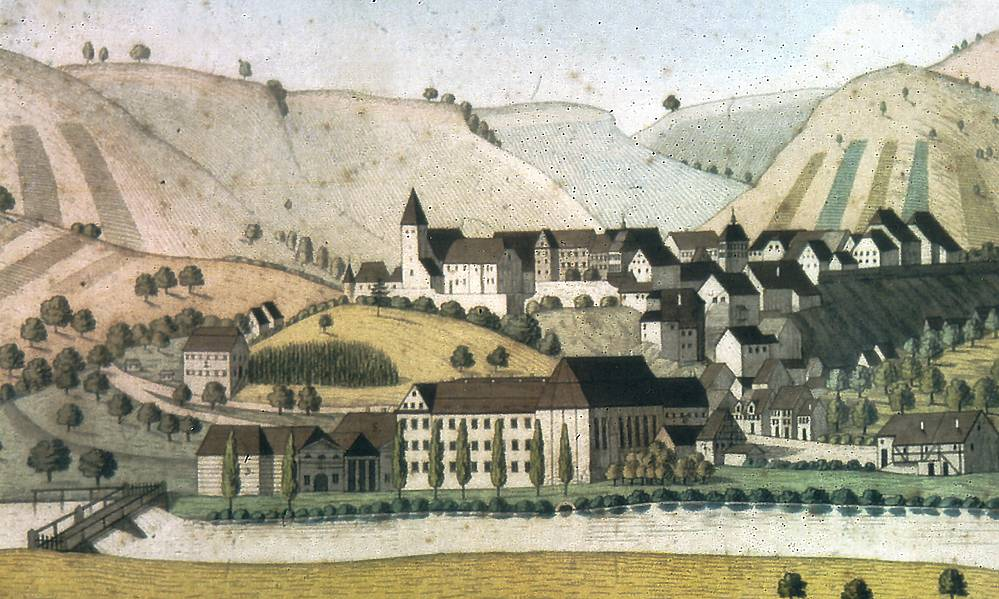
Ehemaliges Augustinerkloster als Königlich Württembergische Gewehrfabrik im Jahre 1824

Die Königlich Württembergische Gewehrfabrik war eine von 1811 bis 1874 bestehende Gewehrfabrik des Königreiches Württemberg im ehemaligen Augustinerkloster in Oberndorf am Neckar.

## Vorgeschichte
Durch die napoleonischen Kriege und die darauf folgenden Friedensverträge wurden in den deutschen Ländern zahlreiche Klöster säkularisiert und den Fürsten als Abfindung für abgetretene linksrheinische Gebiete übereignet. 1806 übernahm das neue Königreich Württemberg nun in mehreren Stufen insgesamt 95 Klöster und geistliche Besitzungen von der römischen Reichskirche, unter anderem das Augustinerkloster in Oberndorf am Neckar.
Schon 1805 gelangte durch den für den letzten Kaiser des Heiligen Römischen Reiches Deutscher Nation, Franz II. enttäuschenden Frieden von Preßburg, durch Abtretung das damalige vorderösterreichische Oberndorf an Württemberg.
In dem Städtedreieck Sulz am Neckar, Schramberg und Villingen herrschte nach der Säkularisation und Aufhebung der Klöster bittere Armut und es fand sich kaum vorindustrielles Gewerbe.

## Vom Kloster zur königlichen Gewehrfabrik

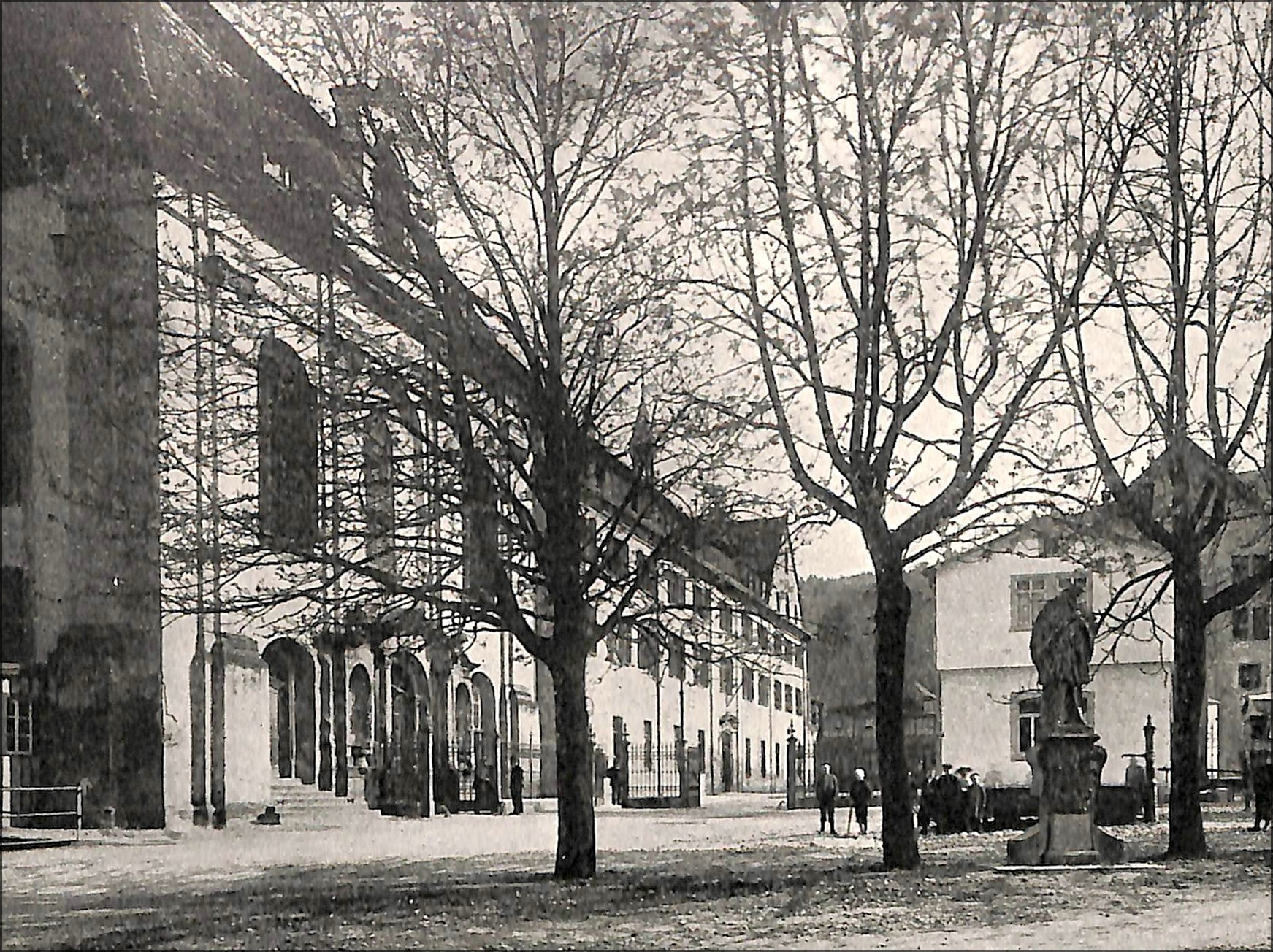
Ansicht der Gewehrfabrik (links im Bild) in der Ortslage Oberndorf (um 1910)

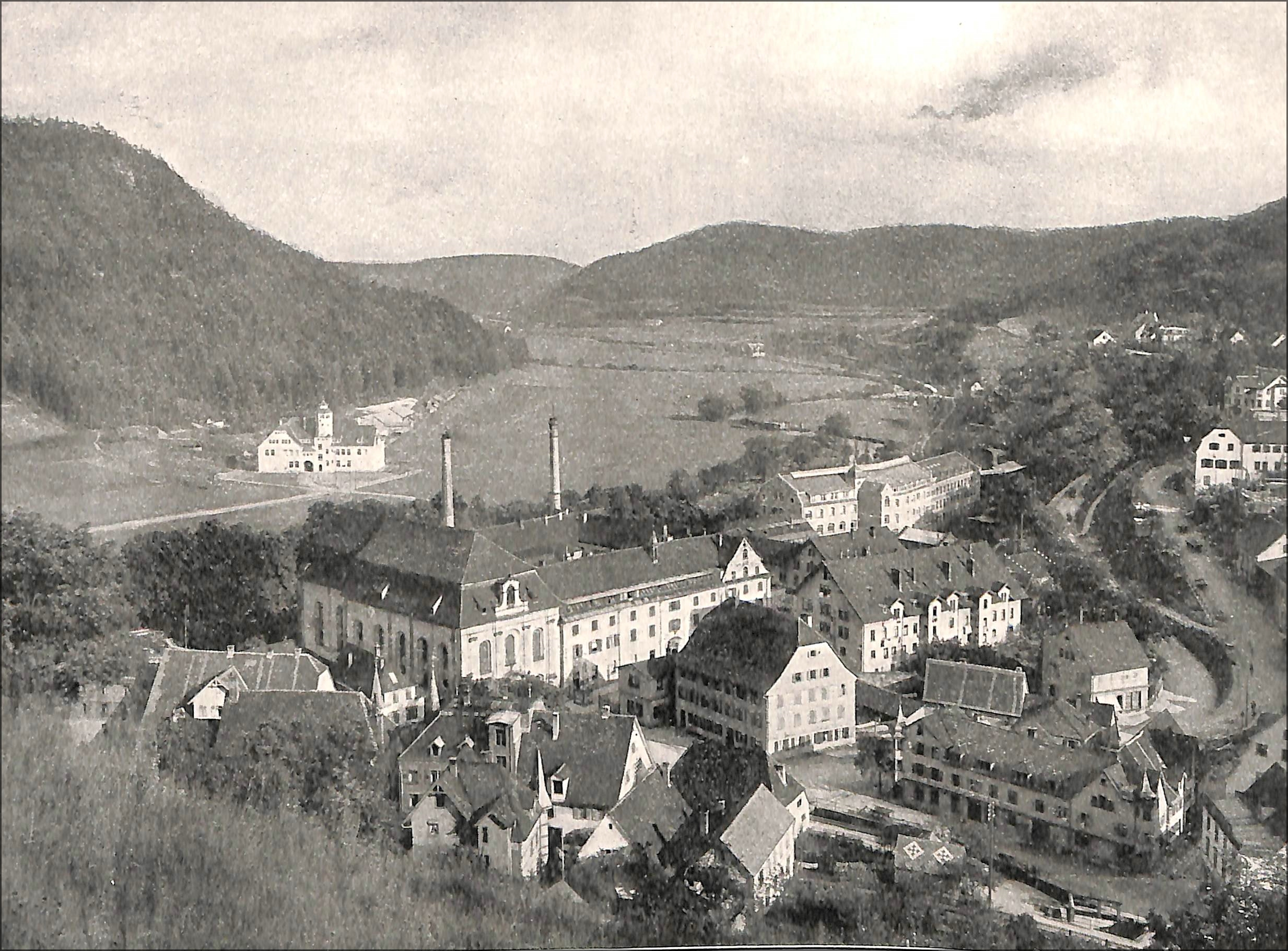
Ansicht der Gewehrfabrik (Bildmitte) in der Ortslage Oberndorf, am gegenüberliegenden Ufer – die Fabrikantenvilla Mauser (helles Gebäude)

Das Königreich Württemberg hatte mit dem staatlichen Hüttenwerk Christophstal bei Freudenstadt im Schwarzwald verschiedene Schmiedeeinrichtungen und eine Bohrmühle, die sich zur Waffenherstellung eignete. Einzelteile, wie Ladestöcke, Bajonette, Gewehrschlösser und Läufe konnten dort gefertigt werden und wurden nach Ludwigsburg transportiert, dem Hauptstandort des württembergischen Militärs, im dortigen Arsenal weiterverarbeitet und zu Gewehren montiert. Der Staatsrat und Oberst des Heeres des Königreiches Württemberg, Bruder von Justinus Kerner und Berater des Königs, Karl Friedrich von Kerner, empfahl der Regierung, die Produktion zu bündeln und in den Räumlichkeiten des ehemaligen Augustinerklosters in Oberndorf anzusiedeln. Durch die Gewehrfabrik wurde das ganze handwerkliche Niveau der Region gehoben. Einige Jahre schon diente das Kloster als Kaserne. Ab 1811 wurden die Klostergebäude zur Gewehrfabrik mit Wohnräumen umgebaut. Im Konventsgebäude wurde die Gewehrfabrik eingerichtet und die Klosterkirche als Kohlen- und Materiallager benutzt. Zu diesem Zweck wurde auf halber Höhe eine Decke eingezogen. In einem der Kirchenteile wurde ein evangelischer Betsaal eingerichtet. 1814 wird der Turm der Kirche abgerissen. Der Neckar, der in einem Kanal der Fabrik zugeleitet wurde, trieb Wasserräder und diese wiederum Blasbälge und Schmiedehämmer an. Auf solchen Hämmern wurden Läufe für Steinschlossgewehre und -pistolen, Bajonette, Lanzenspitzen, Sporen, Streitbeile, Säbel, Ladestöcke und Kugelzieher hergestellt.
1815 stellten die 100 Beschäftigten 3.600 Gewehre, 106 Karabiner, 3.500 Infanterie- und Kavalleriesäbel her. Ein Gewehr, das in der Gewehrfabrik hergestellt wurde, war das Württembergische Steinschloss-Infanteriegewehr mit Bajonett, Modell 1818. Es wurde von 1818 bis 1825 produziert, war 190 cm lang und hatte eine Eisenmontierung, Kaliber 18 mm.
Weitere Modelle:
- Großherzoglich Hessische Kavalleriepistole Modell 1822 mit Steinschloss.[2]
- Militärgewehr für Württemberg und Baden Modell 1857 mit Perkussionsschloss und gezogenem Lauf im Kaliber 13,9 mm, hergestellt 1857–1866

Die Erfindung des Knallquecksilbers und damit des Zündhütchens führte zu den Perkussionswaffen, welche von 1828 bis 1866 in der Fabrik hergestellt und auch an das Ausland verkauft wurden.
Das umständliche Laden dieser Gewehre, das vom Schützen nur im Stehen ausgeführt werden konnte, verlangte dringend einen Hinterlader. Die königliche Direktion entschied sich ab 1866 für das schon seit 1842 im Heer des Königreiches Preußen eingeführte Zündnadelgewehr.

## Anfänge von Mauser
Wilhelm und Paul Mauser, die schon von ihrem 14. Lebensjahr an in der Königlichen Gewehrfabrik in Dienst standen, erkannten die Mängel des Zündnadelgewehres und versuchten, diese zu beheben. Neben der Konstruktion einer Hinterlader-Kanone gelang ihnen in den Jahren 1865–1869 mit dem Mauser-Norris-Gewehr eine wesentliche Verbesserung des von Dreyse entwickelten Zylinderverschlusses. Auf der Grundlage dieses Gewehres konstruierten sie das erste Gewehr mit Selbstspannung und Flügelsicherung, das M 71, welches am 23. Februar 1872 als erstes deutsches Reichsgewehr eingeführt wurde.
1872 errichteten die Gebrüder Mauser in Oberndorf a.N. ihre eigene Gewehrfabrik mit Namen Mauser und kauften 1874 die Königlich Württembergische Gewehrfabrik, die auf Grund dieser Konkurrenz und des Friedens an Auftragsmangel litt. Die Königliche Gewehrfabrik ging in den Mauser-Werken auf.